# テネシー洪水 (2010年5月)
2010年5月テネシー洪水（英語: May 2010 Tennessee floods）は、2010年5月1日から2日にかけてアメリカ合衆国のテネシー州中部で発生した洪水である。両日の豪雨によりテネシー州東部、ケンタッキー州中南部、ミシシッピ州で被害があった。洪水はその後も数日間地域に影響を及ぼし、死傷者と物的損害をもたらした。

## 犠牲者
洪水はテネシー州で19人の死者を出した。そのうち10人の死者を出した州都ナッシュビルの位置するデビッドソン郡は「4人の彼らの自宅で、2人は車内で、4人は屋外で発見された」と発表した。
ほかにも洪水と竜巻によってミシシッピ州北部で6人、ケンタッキー州で4人の死亡が報告された。
ミシシッピ州における郡別の死亡者数は下記の通り。
- アルコーン郡 1名
- ベントン郡 2名
- ラファイエット郡 1名
- リー郡 1名（テューペロのアメリカ国道45号線でのハイドロプレーニング現象による）
- ユニオン郡 1名（ミシシッピ州78号線でのハイドロプレーニング現象による）

## テネシー州ナッシュビルでの被害

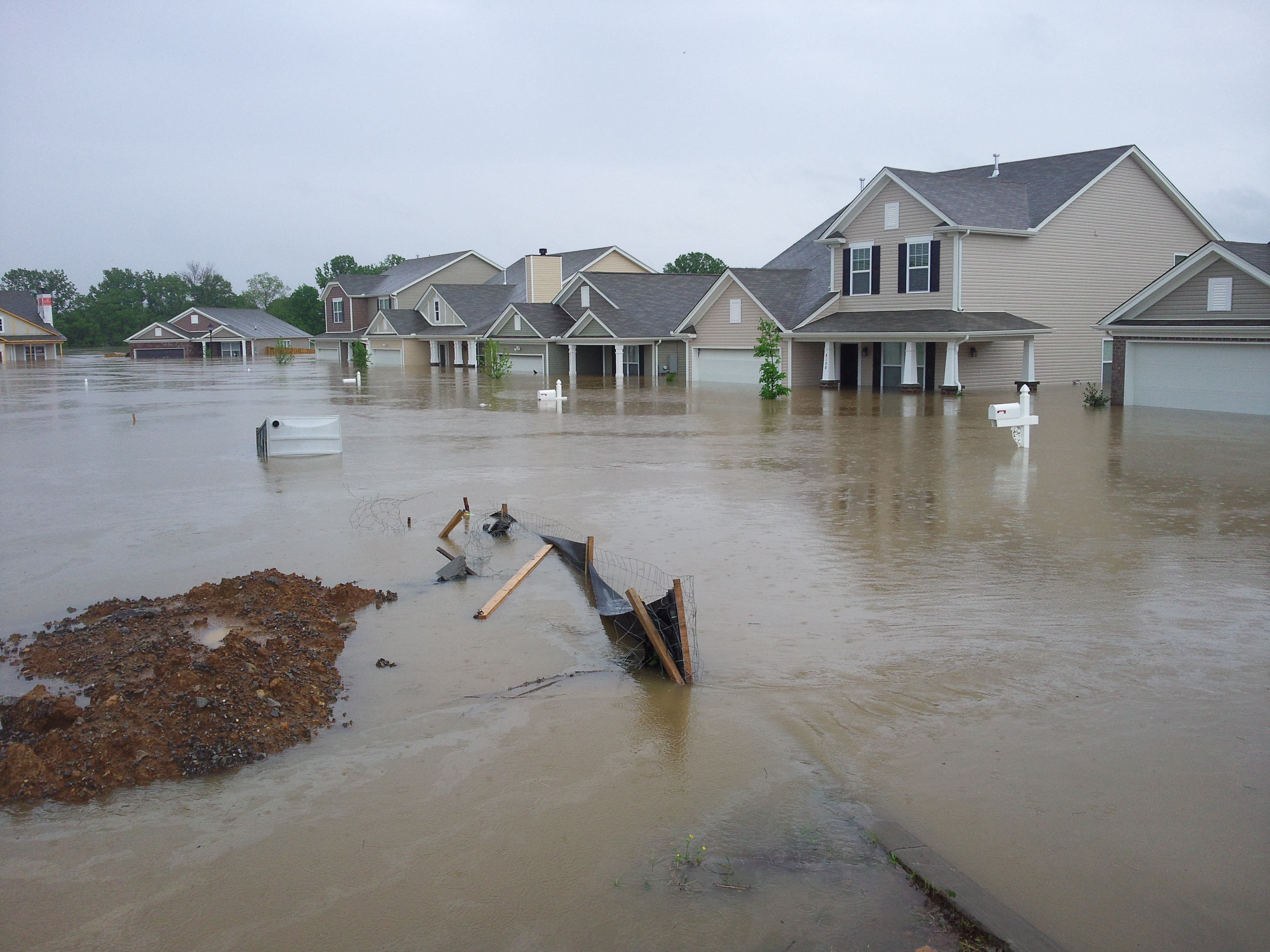
テネシー州ナッシュビルにて

カンバーランド川の洪水はグランド・オール・オープリー・ハウス、ゲイロード・オープリーランド・リゾート・アンド・コンベンション・センター、ブリヂストン・アリーナ（NHLチームナッシュビル・プレデターズの本拠地）、LPフィールド（NFLチームテネシー・タイタンズの本拠地）などにも浸水被害を及ぼした。グランド・オール・オープリーの演奏者は以前オープリーの収録に使われており、かつ洪水の被害を免れたライマン公会堂と戦争記念館に移動し収録を続行。
シャーマーホーン・シンフォニー・センターの地階も洪水によって浸水し、スタインウェイのグランド・ピアノ2台と250万ドルの価値があるとされるオルガンが損傷した。
ゲイロード・オープリーランド・ホテルの一般公開区画は破壊され、ホテルの一部は10フィートの浸水被害を受けた。
カントリー・ミュージック殿堂博物館の機械室も浸水したが、展示物の損害はまぬがれたと報告されている。
LPフィールドのグラウンドと客用出入り口は水中に埋もれた。
3ヶ月弱前の2010年2月にオープンしたばかりのダウンタウンにある高さ127メートル（417フィート）のピナクル・アット・シンフォニー・プレイスの地下駐車場は12メートルの高さまで水で満たされた。駐車場内の電気系統やエレベーター・システムなどが損失を受けた。
ナッシュビルの郊外にある高級住宅街ベル・ミードにあるセント・ジョージ米国聖公会教会の1階も浸水。
浸水被害に遭ったナッシュビル電力会社の変電所は5月4日早朝、市の中心部に送電を再開した。停電していたビルの中には、テネシー州で最も高い188メートル（617フィート）のAT&T ビルも含まれる。

## フォークド・ディア川の洪水
アメリカ国立気象局は5月7日金曜日までダイアーズバーグとダイヤー郡の水位は下がらないが、5月8日土曜日になると8メートル（26.5フィート）まで下がることを予測した。また、フォークド・ディア川は5月2日の日曜日の夜に2メートル上昇し月曜日の朝5時に7.5メートル、午後4時には8.8メートルまで上昇した。さらに、同局は5月4日火曜日午前7時から午後7時にフォークド・ディア川の最高水位の時間を変更。1937年1月1日以来、約9メートルの上昇が予測される。
月曜日の朝の間に、200の建築物と600軒の住居が洪水の被害に遭ったと考えられている。